# Heinz Kratochwil
Heinz Kratochwil (* 23. Februar 1933 in Wien; † 2. April 1995 ebenda) war ein österreichischer Komponist.

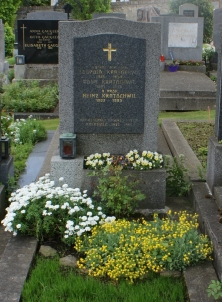
Grabstätte von Heinz Kratochwil

## Leben
Kratochwil wirkte bereits früh in dem von Franz Burkhart gegründeten und geleiteten Chor der Kindersingschule der Musikschule der Stadt Wien mit. Nach der Reifeprüfung 1951 am Gymnasium Mödling studierte Kratochwil 1951–55 Musikerziehung an der Wiener Musikakademie sowie Germanistik an der Universität Wien. In den Jahren 1957–61 schloss er ein Studium in Tonsatz bei Ernst Tittel und Komposition bei Alfred Uhl an und absolvierte den Sonderlehrgang Klangreihen-Komposition bei Othmar Steinbauer. Prägend verlief für ihn außerdem die Begegnung mit Werken Anton Heillers und Johann Nepomuk Davids.
In den Jahren 1957–73 war Kratochwil Lehrer für Musik und Deutsch an der Theresianischen Akademie in Wien. Er vermittelte auch neue Kunstmusik an seine Schüler, von denen er im Gegenzug Bausteine und Wirkungsmethode der Pop- und Rockmusik kennenlernte, die seine kompositorische Arbeit beeinflussten. 1959 heiratete er Gertrud Perchter; aus der Ehe stammen drei Kinder.
Ab 1962 unterrichtete Heinz Kratochwil zunächst parallel zum Schuldienst Harmonielehre an der Wiener Musikhochschule, ab 1980 war er Professor für Tonsatz.
Heinz Kratochwil ist der Vater des Komponisten, Musikers und Partners spartenübergreifender Projekte Martin Kratochwil und wurde auf dem Friedhof Mauer (Gruppe 49, Reihe 7, Nummer 3) im 23. Wiener Gemeindebezirk Liesing bestattet.

## Werke
In seinen Kompositionen verwendete er Elemente der Spätromantik, des Impressionismus, der Dodekaphonie, des Jazz und der Avantgarde.
- Franziskus (Kirchenoper, 1987)
- Bei Music Austria sind Werke aller Gattungen aus den Jahren 1951 – 1995 aufgeführt.[2]

## Auszeichnungen
- 1968: Förderungspreis der Stadt Wien[3]
- 1987: Musikpreis der Stadt Wien[4]
- 1988: Würdigungspreis des Landes Niederösterreich